# Cephalocyclus halffteri
Cephalocyclus halffteri är en skalbaggsart som beskrevs av Dellacasa, Dellacasa och Gordon 2007. Cephalocyclus halffteri ingår i släktet Cephalocyclus och familjen Aphodiidae. Inga underarter finns listade.